# Jean Arènes
Pour les articles homonymes, voir Arènes.
Ne pas confondre avec Jean Arène (né en 1929), peintre français
Jean Arènes, ne lé 14 octobre 1898 à Paris et mort le 18 mai 1960 à Créteil, est un botaniste français, spécialiste notamment des composées.